# 划船俱乐部

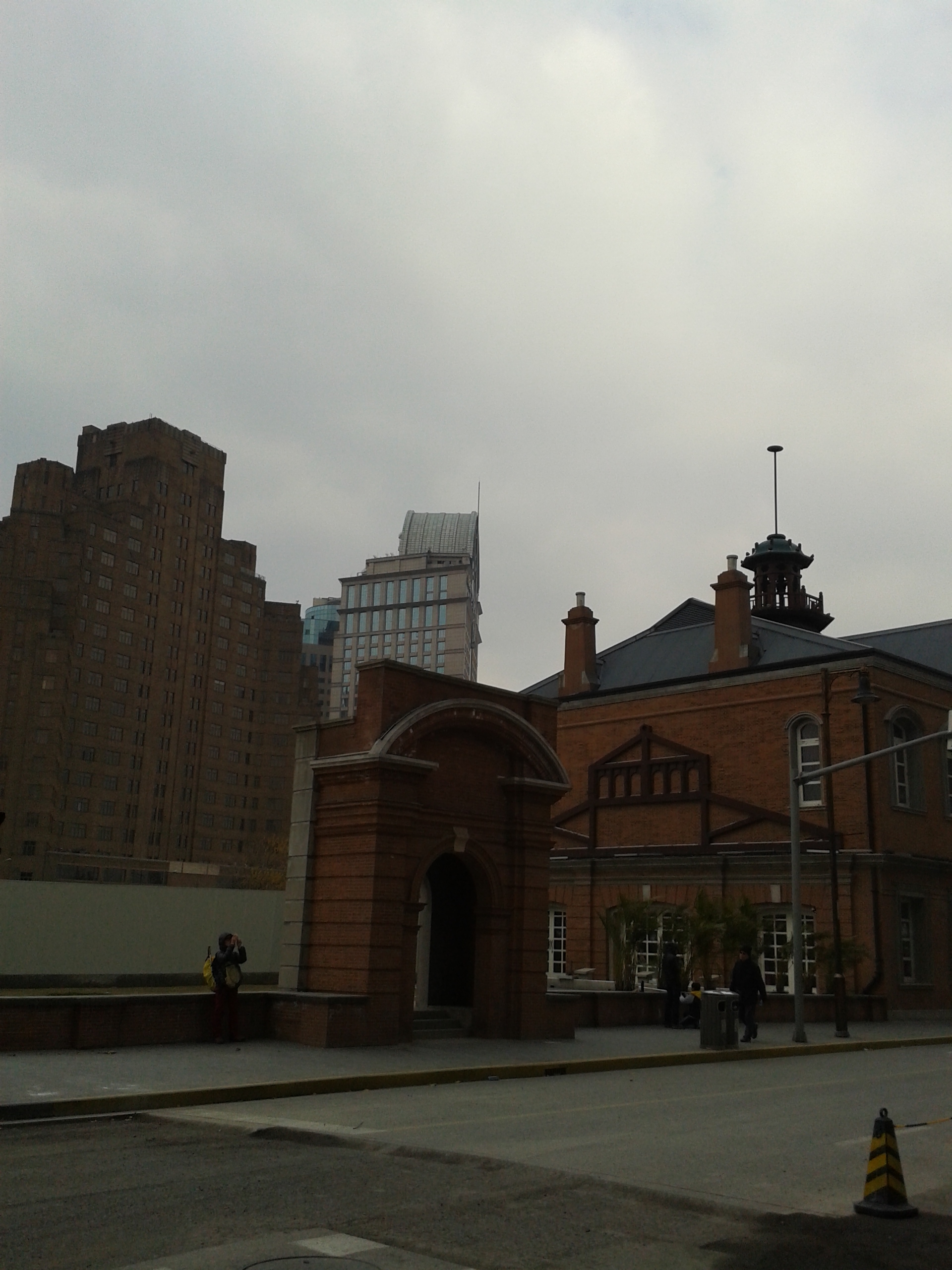
划船俱乐部

划船俱乐部又稱上海市划船俱乐部，是位於中華人民共和國上海市黃浦區南苏州路76号的一幢建築，始建於1903年，共有兩層，為維多利亞式房屋，內部的游泳池是上海第一座室內游泳池。該建築是與其同名的體育組織划船俱乐部曾經的總部所在地。
1849年，西方在滬僑民在外滩黄浦江组织首場划船比赛。1860年，西方侨民在苏州河沿岸建立划船总会。1953年，划船总会被上海市军管会接管。1956年春，国家体委組建上海市划船俱乐部，俱樂部則隸屬於上海市体育局。1958年5月，俱樂部正式成立。1966年，划船俱乐部被撤销。1973年4月，上海市划船俱乐部恢復，部分基地被歸還。上海市划船俱樂部總部搬遷至徐匯區龙吴路1594号。2010年，位於黃浦區的划船俱樂部原總部建築修復完成。